# Gwyneth Paltrow
Gwyneth Kate Paltrow (Los Angeles, 27 september 1972) is een Amerikaans actrice. Ze won in 1999 een Oscar voor haar rol in Shakespeare in Love. In het Marvel Cinematic Universe speelt ze de rol van Pepper Potts in zeven films.

## Levensloop
Paltrow is de dochter van televisieproducent en regisseur Bruce Paltrow en actrice Blythe Danner. Ze groeide op in Santa Monica, waar ze naar de Crossroads School ging. Ze is het nichtje van actrice Katherine Moennig. Als kind ging ze naar de hoogstaande privéschool Spence, waarna ze ging studeren aan de Universiteit van Californië in Santa Barbara. Ze brak haar studie echter voortijdig af om een acteercarrière na te streven.
Ze verscheen voor het eerst op televisie in het CBS-drama High (1989), geregisseerd door haar vader. In 1991 speelde ze haar filmdebuut in de film Shout. Datzelfde jaar speelde ze de jonge Wendy in Hook van Steven Spielberg. De jaren daarna speelde ze kleine rollen in films als Malice, Flesh and Bone, Mrs. Parker and the Vicious Circle en Jefferson in Paris, tot ze in 1995 haar grote doorbraak beleefde met de film Se7en. In deze film speelde ze een kleine maar belangrijke rol als de vrouw van Brad Pitt. De twee kregen ook in het echt een relatie, die veel aandacht kreeg in de pers. Twee jaar later was de relatie voorbij. Nadien had ze onder meer een relatie met Ben Affleck.
In 1996 kreeg ze ook aandacht voor haar filmwerk, toen ze de titelrol kreeg in Emma, naar de roman van Jane Austen. In 1998 speelde ze de hoofdrol in vijf verschillende films. Vooral Sliding Doors en Shakespeare in Love waren succesvol, zowel bij critici als bij het publiek. Shakespeare in Love won zeven Oscars, waaronder die voor beste actrice voor Paltrow. In dat jaar was zij de eerste vrouw die het seksueel wangedrag van Harvey Weinstein aan de orde stelde.
In 1999 speelde ze samen met Matt Damon, Jude Law, Philip Seymour Hoffman en Cate Blanchett, allen behorende tot de belangrijkste acteurs van hun generatie, in The Talented Mr. Ripley. De jaren daarop koos ze voor meer komische rollen, waaronder Shallow Hal en The Royal Tenenbaums. In 2000 speelde ze in Duets, een film van haar vader, Bruce Paltrow. In 2003 speelde ze Sylvia Plath in de film Sylvia. In deze film speelde ze voor het eerst samen met haar moeder, Blythe Danner. In 2010 kreeg Paltrow een ster op de beroemde Hollywood Walk of Fame.
Op 5 december 2003 trouwde Paltrow met Chris Martin, de zanger van Coldplay. In 2004 werd hun dochter geboren, twee jaar later hun zoon.
In 2011 kreeg ze een rol in Glee aangeboden. Hier verscheen ze meerdere keren als Holly Holliday, een excentrieke leerkracht geschiedenis. In 2019 en 2020 speelde ze de rol van Georgina Hobart in The Politician.
In maart 2014 besloten Paltrow en Martin te gaan scheiden. In 2018 huwde ze Brad Falchuk, die ze had leren kennen op de set van de serie Glee.